# CMLL Show Aniversario 81
CMLL Show Aniversario 81 fue un evento de pago por visión de lucha libre profesional producido por Consejo Mundial de Lucha Libre. Tuvo lugar el 19 de septiembre de 2014 desde la Arena México en Ciudad de México.
El evento presentó una Lucha de Apuestas en donde Atlantis y Último Guerrero donde ambos luchadores pusieron su máscara en juego, al final Atlantis cubrió a Guerrero, forzando a Guerrero desenmascarar.

## Resultados
- Los Divinos Laguneros (Blue Panther & Cachorro) y Dragon Lee derrotaron a La Dinastía Casas (El Felino, Puma & Tiger).
  - Cachorro forzó a Tiger a rendirse.
- Zeuxis derrotó a La Amapola, Dalys la Caribeña, Estrellita, Marcela, Goya Kong, Princesa Sugehit y Tiffany en un Elimination Match y ganó la Copa 81 Aniversario.
  - Zeuxis cubrió a Marcela después de una «Desnucadora».
- Máscara Dorada, Valiente y Volador Jr. derrotaron a Mr. Niebla, Euforia y Thunder por descalificación.
- Cavernario derrotó a Rey Cometa.
  - Cavernario forzó a Cometa a rendirse con un «Cavernaria».
- Negro Casas y Shocker derrotaron a Los Ingobernables (La Máscara & Rush) y retuvieron el Campeonato Mundial en Parejas del CMLL.
  - Shocker forzó a Máscara a rendirse con un «Campana».
- Atlantis derrotó a Último Guerrero en una Lucha de Máscara vs. Máscara.
  - Atlantis forzó a Guerrero a rendirse con un «Sharpshooter».
  - Como consecuencia, Último Guerrero perdió su máscara.
  - La identidad de Último Guerrero era: el luchador se llama José Gutiérrez Hernández y su lugar de origen es de Gómez Palacio, Durango.